# هيندري توماس
هيندري توماس (بالإسبانية: Hendry Thomas)‏ (مواليد 23 فبراير 1985 في لا سيبا - هندوراس) لاعب كرة قدم هندوراسي يلعب حاليا لصالح نادي الدرجة الممتازة ويجان أتلتيك الإنجليزي منذ 2009 في مركز الوسط المدافع .

## روابط خارجية
- هيندري توماس على موقع الاتحاد الدولي (مؤرشف)  (الإنجليزية)
- هيندري توماس على موقع الدوري الأمريكي (الإنجليزية)
- هيندري توماس على موقع قاعدة بيانات كرة القدم.إي يو (الإنجليزية)
- هيندري توماس على موقع ناشيونال فوتبول تيمز (الإنجليزية)
- هيندري توماس على موقع Soccerbase.com (لاعب) (الإنجليزية)
- هيندري توماس على موقع Soccerway.com (الإنجليزية)
- هيندري توماس على موقع عالم كرة القدم.نت (الإنجليزية)
- هيندري توماس على موقع كووورة
- هيندري توماس على موقع أوليمبيديا (الإنجليزية)